# Stara Rogoźnica
Stara Rogoźnica – osada w Polsce położona w województwie pomorskim, w powiecie człuchowskim, w gminie Człuchów. 
Niewielka śródleśna osada kaszubska granicząca z rezerwatem przyrody Jezioro Bardze Małe, wchodzi w składsołectwa Polnica.
W latach 1975–1998 miejscowość administracyjnie należała do województwa słupskiego.